# Ohyzdný duch
Ohyzdný duch (v anglickém originále Ghost of Chance) je novela amerického spisovatele Williama Sewarda Burroughse. Poprvé vyšla v limitované edici v roce 1991, do šírší distribuce se dostala až v roce 1995. Téhož roku vyšel český překlad Martina Konvičky ve vydavatelství Votobia. Děj knihy se odehrává na Madagaskaru. Pojednává o kapitánu Missionovi, zakladateli pirátské kolonie Libertatia (tématu se Burroughs věnuje již ve své starší knize Města rudých nocí). Po Missionově smrti se děj novely přesouvá do „současnosti“ a vypráví o sérii smrtelných virů, které sužují lidstvo. Dále se Burroughs v knize zabývá ohrožením madagaskarských lemurů a na konci knihy vyzývá čtenáře, aby finančně podpořili výzkum primátů na Dukeově univerzitě v Severní Karolíně.